# Canton de Sore
Le canton de Sore est une ancienne division administrative française située dans le département des Landes et la région Aquitaine. Il a été supprimé par le nouveau découpage cantonal entré en vigueur en 2015.

## Géographie
Ce canton était organisé autour de Sore dans l'arrondissement de Mont-de-Marsan. Son altitude variait de 39 m (Argelouse) à 121 m (Luxey) pour une altitude moyenne de 81 m.

## Représentation

### Conseillers généraux de 1833 à 2015
| Période       | Période          | Identité             | Étiquette    | Qualité |
| ------------- | ---------------- | -------------------- | ------------ | --- |
| 1833          | 1842             | Jean-Jacques Bacque  |              | Juge de paix à Sore                                                                                               |
| 1842          | 1868             | Pierre Sarran        |              | Notaire, maire de Sore, ancien conseiller d'arrondissement                                                        |
| 1868          | 1883             | Léon Bacque          | Droite       | Propriétaire, maire de Sore                                                                                       |
| 1883          | 1889             | Jean Brouqueyre      | Républicain  | Ancien instituteur, propriétaire à Callen                                                                         |
| 1889          | 1907             | François-Henri Jumel | Républicain  | Avocat à Mont-de-Marsan Maire d'Ousse-Suzan Député (1886-1906)                                                    |
| 1907          | 1925             | Victor Callen        | Républicain  | Médecin à Sore |
| 1925          | 1928 (décès)     | Ferréol Castaignède  | Républicain  | Conseiller municipal de Sore                                                                                      |
| 1928          | 1940             | Jean Bordes          | Rad.         | Propriétaire à Luxey Membre de la délégation spéciale de Luxey (1940-1944) Nommé conseiller départemental en 1943 |
|               |                  |                      |              | |
| 1945          | 1951             | Bernard Martin       | SFIO         | Retraité Maire de Sore                                                                                            |
| 1951          | 1970             | Jean Fillol          | Rad.         | Médecin Maire de Luxey (1953-1969)                                                                                |
| 1970          | 1988             | Marcel Harribey      | DVD puis RPR | Sylviculteur à Sore                                                                                               |
| 1988          | 1994             | Jean Lauga           | RPR          | Médecin, conseiller municipal de Luxey                                                                            |
| 1994          | 2008             | Jean-Marie Boudey    | PS           | Ingénieur Maire de Luxey (2001-2014)                                                                              |
| 2008          | 2009 (décès)     | Nicole Bippus        | PCF          | Conseillère municipale de Cère                                                                                    |
| novembre 2009 | 2010 (démission) | André Rablade        | PCF          | Retraité à Sore Ancien suppléant de Nicole Bippus                                                                 |
| janvier 2010  | 2015             | Jean-Marie Boudey    | PS           | Ingénieur Maire de Luxey (2001-2014)                                                                              |

### Conseillers d'arrondissement (de 1833 à 1940)
| Période                                  | Période      | Identité                     | Étiquette   | Qualité |
| ---------------------------------------- | ------------ | ---------------------------- | ----------- | --- |
| 1833                                     | 1839         | Pierre Sarran fils           |             | Notaire à Sore                                                                                              |
| 1839                                     | 1845         | Jean Bourideys (1807-1879)   |             | Propriétaire, maire de Luxey                                                                                |
| 1845                                     | 1848         | M. Callen                    |             | Propriétaire à Luxey                                                                                        |
|                                          |              |                              |             | |
| 1870                                     | 1885 (décès) | Raymond Lamaison (1817-1885) |             | Greffier de la justice de paix puis juge de paix à Sore                                                     |
|                                          |              |                              |             | |
| 1887                                     | 1895         | Fort Dubo                    | Républicain | Géomètre, maire de Sore (1878-1895)                                                                         |
|                                          |              |                              |             | |
| 1904                                     | 1940         | M. Coutures                  | Républicain | Maire de Callen                                                                                             |
| 1940                                     |              |                              |             | Les conseils d'arrondissement ont été suspendus par la loi du 12 octobre 1940 et n'ont jamais été réactivés |
| Les données manquantes sont à compléter. |              |                              |             | |

## Composition
Le canton de Sore groupait quatre communes et comptait 1 903 habitants (population municipale au 1er janvier 2007).
| Communes  | Population (2012) | Code postal | Code Insee |
| --------- | ----------------- | ----------- | ---------- |
| Argelouse | 85                | 40430       | 40008      |
| Callen    | 142               | 40430       | 40060      |
| Luxey     | 681               | 40430       | 40167      |
| Sore      | 995               | 40430       | 40307      |

## Démographie
| 1962  | 1968  | 1975  | 1982  | 1990  | 1999  | 2006  | 2007  | - |
| ----- | ----- | ----- | ----- | ----- | ----- | ----- | ----- | - |
| 1 588 | 1 923 | 1 805 | 1 765 | 1 760 | 1 760 | 1 898 | 1 903 | - |